# DSL razdjelnik
DSL razdjelnik (eng. splitter), poput DSL filtra, je uređaj koji se koristi za sprečavanje smetnji. On filtrira niske frekvencije telefonske linije iz visokih frekvencija ADSL linije. 

## Kako DSL razdjelnici rade
DSL spliter instaliran direktno na telefonsku liniju je obično poznat kao centralni razdjelnik. Spliter ima dva filtra kojim odvaja dva signala koji se prenose istovremeno. Tu je niskopropusni filtar kako bi se spriječilo miješanje signala visoke frekvencije ADSL-a i high-pass filtera koji djeluje kao barijera koja eliminira POTS (Plain Old Telephone Service) signal od ADSL linije. 

### DSL bez razdjelnika
Nove tehnologije sada daju korisnicima mogućnost DSL-a bez splitera odnosno splitterless DSL-a. U splitterless pristupu, razdvajanje linija vrši se direktno iz centrale telefonske tvrtke. Splitterless DSL nedavno je postao standard za DSL korisnike. Međutim, DSL pristup internetu još uvijek zahtijeva mali filtar uređaj koji treba biti instaliran na svaki analogni uređaj koji dijeli liniju, kao što su telefon, faks uređaj, modem i sl.
Splitterless DSL pristup je također poznat kao DSL Lite, Univeral ADSL, i G-DSL Lite.